# T2p
T2p, i dagligt tal kallade dalahästar, var en diesellokstyp som användes vid Stockholm-Roslagens Järnvägar (SRJ) och Dala-Ockelbo-Norrsundets Järnväg (DONJ) under 1950- och 60-talen.

## Historia
Efter att Statens Järnvägar under början av 1950-talet anskaffat smalspåriga diesellokomotiv littera Tp började även ledningen vid SRJ att umgås med tanken att övergå från ångloksdrift till dieselloksdrift på bolagets oelektrifierade banor. Efter att ha övervägt flera alternativ lät SRJ bygga två lok med nummer 5 och 6 som levererades 1957. Dessa lok skilde sig både utseendemässigt och tekniskt från SJ-loken, främst genom att SRJ valt att bygga loken modernare med boggier (Tp hade koppelstänger) vilket bl.a. minskar slitaget på banan.
Efter att SRJ gått upp i SJ 1959 som 39:e driftsektionen erhöll loken SJ-littera T2p. 
SJ hade genom nedläggningar av andra smalspåriga järnvägar ett överskott av Tp-lok, och det behövdes ca 5 st lok i Roslagen för att klara alla transporter. Då Tp-loken var standard för SJ blev T2p-loken övertaliga. 
Genom uthyrning kom loken då att placeras på den privata järnvägen DONJ där de drog timmertåg i ett antal år innan järnvägen nedlades 1970 då de återbördades till Roslagsbanorna. I takt med att framförallt de smalspåriga järnvägarna avvecklats minskade behovet av rullande materiel och 1970 var ett stort antal smalspåriga diesellok övertaliga. SJ beslöt därmed att slopa de två avvikande loken typ T2p och de skrotades därefter i Vislanda 1971 och 1972.